# 東京都道223号御蔵島環状線
東京都道223号御蔵島環状線（とうきょうとどう223ごう みくらじまかんじょうせん）は東京都三宅支庁御蔵島村の御蔵島港より同村南郷地区に至る一般都道である。路線名は「御蔵島環状線」となっているが、実際の路線は島の北東部と南西部を島の西側を通って結んでいる。島の東側は村道が島南東部まで走っているが、島南西部と南東部を結ぶ車道は存在しない。

## 概要
- 陸上距離：14.85km
- 起点：御蔵島村里（御蔵島港）
- 終点：御蔵島村南郷

## 交差・接続する道路
本道に交差・接続する国道・都道府県道はない。

## 通過する自治体
- 御蔵島村